# Krupianka (Pieniny)
Krupianka – dwuwierzchołkowy szczyt w Małych Pieninach, pomiędzy dolinami potoku Krupianka (po jego wschodniej stronie) i Czerszla, po zachodniej stronie. Zachodni, nieco wyższy wierzchołek, ma wysokość 708 m. Krupianka znajduje się w granicach Szlachtowej, w województwie małopolskim, w powiecie nowotarskim, w gminie miejsko-wiejskiej Szczawnica.
Stoki Krupianki porasta las (głównie świerkowy), występuje w nich pewna ilość andezytów. Prowadzono tutaj dawniej, prawdopodobnie w XVII–XVIII w. prace górnicze. Michał Matras na podstawie słownych, przekazywanych od pokoleń opowiadań pisze, że w jednej ze sztolni zawalił się chodnik i zginęło 16 pracujących w nim górników.
W północnych podnóżach Krupianki znajdują się wapienne Sołtysie Skały. Część południowo-zachodnich stoków oraz północne podnóża pokrywają łąki, na których wypasają owce górale z podhalańskiego Ratułowa.

## Przypisy

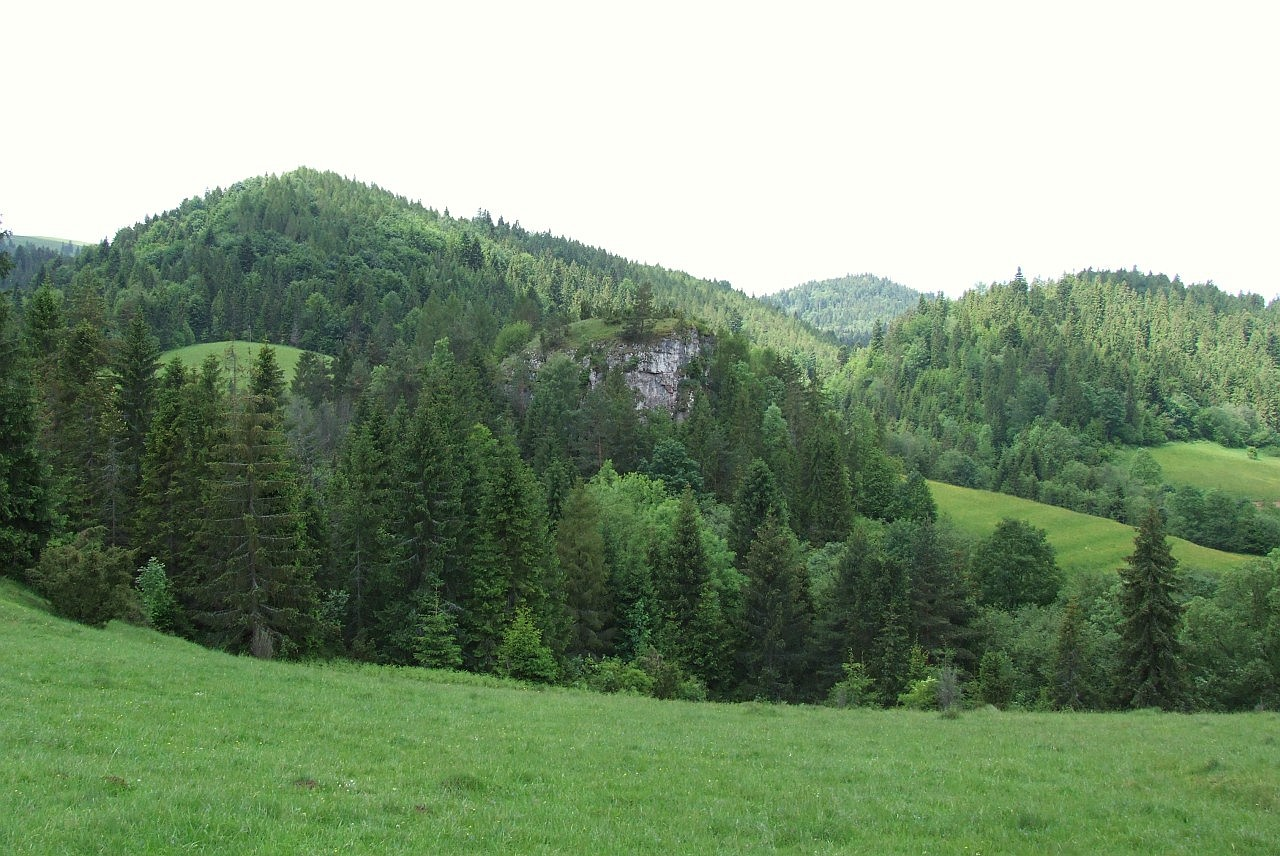
Krupianka i Ubocz, w środku Sołtysia Skała. Widok od wschodniej strony